# Palpada flavipennis
Palpada flavipennis är en tvåvingeart som först beskrevs av Macquart 1842.  Palpada flavipennis ingår i släktet Palpada och familjen blomflugor. Inga underarter finns listade i Catalogue of Life.